# Людендорф, Фридрих Вильгельм Ганс
Фридрих Вильгельм Ганс Людендорф (нем. Friedrich Wilhelm Hans Ludendorff; 26 мая 1873, Туново − 26 июня 1941, Потсдам) — немецкий астроном.

## Биография
Родился в Тунове (Померания, в настоящее время Дуново, Польша). Сын Августа Вильгельма Людендорфа (1833—1905), младший брат военачальника Эриха Людендорфа. С 1897 начал работать ассистентом в Гамбургской обсерватории, с 1898 работал в Потсдамской обсерватории (в 1921—1939 — директор).
Основные труды в области исследований спектрально-двойных и переменных звёзд, Солнца. Совместно с Г. Эберхардом получил несколько тысяч спектрограмм спектрально-двойных звёзд и с их помощью рассчитал орбиты этих звёзд и определил их массы. Установил затменную природу уникальной системы ε Возничего и нашёл её период (27 лет). Провел статистическое исследование орбит спектрально-двойных звёзд, нашёл корреляцию между величиной эксцентриситета и длиной периода. Выполнил также статистическое исследование кривых блеска цефеид и долгопериодических переменных, обнаружил зависимости между формой кривой блеска и периодом для обоих типов звёзд и зависимость амплитуды от длины периода у M-звёзд с эмиссионными линиями. В 1924 предложил систему классификации переменных звёзд по их кривым блеска; в этой системе различались десять типов переменных. Показал, что распределение интенсивности в непрерывном спектре солнечной короны такое же, как и в спектре фотосферы; нашёл связь между формой короны и степенью активности Солнца.
Ряд его работ относится к истории астрономии, в частности эпохи Ренессанса. В 1930-е годы занимался изучением астрономических знаний древних майя. Установил астрономическое содержание многих надписей майя, показал, что майя умели предсказывать моменты затмений и знали синодические и сидерические периоды обращения планет.
Член Берлинской АН, в 1932—1939 годах был председателем Немецкого астрономического общества.

## Награды
- Галлиполийская звезда (Османская империя)

## Публикации
- Untersuchungen über die Kopien des Gitters Gautier Nr. 47 und über Schichtverzerrungen auf photographischen Platten, Leipzig 1903
- Der grosse Sternhaufen im Herkules Messier 13. Publikationen des Astrophysikalischen Observatoriums zu Potsdam. 1905, 15(6) (Nr. 50)
- Der veränderliche Stern R Coronae borealis, Leipzig 1908
- Untersuchungen zur Astronomie der Maya
- Die Venustafel des Dresdener Codex, Berlin 1931
- Die astronomische Bedeutung der Seiten 51 und 52 des Dresdener Mayakodex, Berlin 1931
- Das Mondalter in den Inschriften der Maya, Berlin 1931
- Über die Seiten 51 und 52 des Dresdener Kodex und über einige astronomische Inschriften der Maya, Berlin 1933
- Die astronomischen Inschriften am Yaxchilan, Berlin 1931
- Weitere astronomische Inschriften der Maya, Berlin 1934
- Die astronomische Inschrift aus dem Tempel des Kreuzes in Palenque, Berlin 1935
- Zur astronomischen Deutung der Maya-Inschriften, Berlin 1936
- Zur Geschichte der Astronomie im siebzehnten Jahrhundert, Berlin 1937
- Zur Deutung des Dresdener Maya-Codex, Berlin 1937
- Astronomische Inschriften in Palenque, Berlin 1938
- Astronomische Inschriften in Piedras Negras und Naranjo, Berlin 1940
- Zur Frühgeschichte der Astronomie in Berlin, Verlag Walter de Gruyter, Berlin 1942
- Die astronomischen Inschriften in Quiriguá, Berlin 1943